# Dispersionsfarvestoffer
Dispersionsfarvestoffer (også kaldet dispersionsfarver, disperse farver) er syntetiske farvestoffer, som ikke opløses i vand. De bruges ofte til farvning af syntetiske fibermaterialer som polyester, nylon, acetat og acryl, mens cellulose, som eksempelvis bomuld, i højere grad farves med reaktive farvestoffer.
Ordet ”dispersion” er afledt af det latinske ”dispergere”, dvs. adsprede, strø eller sprede.
Da dispersionsfarvestoffer er uopløselige i vand må de slemmes op, dvs. dispergeres, i farvebadet. De små pigmentkorn er derfor ikke opløst i blandingen, men vil ved opvarmning og tryk fordampe og trænge ind i tekstilet.
Dispersionsfarvestoffer bruges eksempelvis ved transfertryk på syntetiske materialer.